# Градец (област Сливен)
Вижте пояснителната страница за други значения на Градец.
Градѐц е село в Югоизточна България, община Котел, област Сливен. То е най-голямото село в областта.

## География
Село Градец се намира на около 22 km североизточно от областния център Сливен и около 13 km югоизточно от общинския център Котел. Разположено е в Източна Стара планина, в малко долинно разширение на река Луда Камчия в горното ѝ течение, край двата бряга на реката, в периферията на Стидовска планина от юг и Котленска планина от север. Климатът е преходноконтинентален, почвите в землището са преобладаващо светли лесивирани и метаморфни. Надморската височина в центъра на селото при сградата на кметството е около 379 m, в източния му край нараства до около 420 – 430 m, а в северозападния – до около 420 m.
Третокласният републикански път III-488 се отклонява на югозапад от минаващия североизточно от Градец второкласен републикански път II-48, минава през Градец и село Ичера и води до Сливен и връзка там с второкласния републикански път II-53.
Землището на село Градец граничи със землищата на: село Медвен на север; село Дъбовица на североизток и изток; село Скала на югоизток; село Мокрен на юг; село Ичера на запад; село Катунище на северозапад.
Населението на село Градец, наброявало 2458 души при преброяването към 1934 г. и 3932 към 2001 г., наброява 4150 (по текущата демографска статистика за населението) към 2021 г.
При преброяването на населението към 1 февруари 2011 г., от обща численост 3759 лица, за 701 лица е посочена принадлежност към „българска“ етническа група, за 2970 – към „ромска“, за 29 – „не се самоопределят“ и за 51– „не отговорили“, а за принадлежност към „турска“ и към „други“ не са посочени данни.

## История

### Заселване на Градец
Професорът историк И. К. Иречек в „Пътуване из България“ част II, стр. 733 пише, че половина час от с. Медвен на изток имало плоска височина Новачка, обрасла с подивели овощни градини. Там, според околните предания, се намирал стар град с около 80 бакърджийски дюгени. След завладяването на околността от турците, жителите му се изселват в Котел, Медвен и Градец. Виждат се следи от зидове и място на стара черква. За Новачка пише в „Български орел“ (1846, брой 1); Ив. Богоров, че жителите на това село били разпъдени и преселени в околните местности около 1545 г. – Така се образуват новите селища Котел, Градец, Медвен и Жеравна.
През 1853 година Никола Икономов – Жеравненеца съобщава за село Градец, където вероятно получава от множество местни жители и занаятчии финансова помощ за издаване на своята книга „Земледелие“
Към края на XIX век селото има предимно българско население. През 1894 година то е тежко засегнато от локално земетресение и много къщи са разрушени.
В книгата на В. Аврамов „Плиска Преслав“, 1929 г., стр. 106 – 107, е писано, че г. Новачка е наречен по името на легендарния хайдутин, съперник в юнашката слава на Крали Марка – Новак Дебелич. От разселването на този град се образуват околните села в Котленско.
При избухването на Балканската война в 1912 година трима души от Градец са доброволци в Македоно-одринското опълчение.
През октомври 1924 г. анархисти убиват местния кмет от Демократически сговор Димитър Георгиев, като при инцидента загива и един стражар. През декември същата година местни жители са арестувани, а при конвоирането им до гара Стралджа, служителите на властта са нападнати от въоръжени лица. При инцидента загиват двама арестанти.

### Название и местонахождение на Градец
С име Градец има четири села в България: едно – в Софийска околия, друго – в Новозагорска, това – в Котленска околия, както и едно във Видинска. Това, както и подобни на него имена на селища и местности, са почти винаги във връзка с видими исторически останки от крепостни постройки или защитени места.
Градец дължи името си на „Градището“ или „Калето“ – на върха върху хълма над реката във „Вазовата кория“ – на 60 м височина над реката.
Градец е на североизток от Сливен на 40 км по шосето от Стралджа, а по новото шосе през село Ичера – на 39 км от Сливен. На 16 км от Градец в същата северозападна посока е Котел. Близките до Градец села: Катунища, Медвен, Жеравна и Ичера са на разстояние от него – 3 – 12 км. Разстоянието от Сливен през Мараш до Градец 56,5 км.
Докато преди Освобождението най-важната съобщителна линия за селото е тази през Котел към Добруджа, в съвременността този път има по-второстепенно значение, най-вече до Котел, като околийски център, а пътят Градец – Стралджа добива жизнена важност, не само за Градец, но и за целия край, като най-къса и удобна връзка с железопътната линия през Стралджа.
Селото е около пресечката на меридиана (от Гринуич) 26’ и 32’ източна дължина и паралел 42’ и 48’ с. ш. На близка до тази дължина са градовете Ямбол и Разград (малко на запад) и Ески-Джумая и Одрин (малко на изток). На същата ширина е една точка на морския бряг на север от гр. Месемврия и Емине, близо до с. Гьозикен. София, е няколко минути на юг от тази ширина."

### Селото днес
Към 2020-те години в Градец има магазини за хранителни стоки, домашни потреби, инструменти, ВиК части и други, аптека, газостанция. В селото има интернет мрежа, предлага се и услугата СОД (сигнално-охранителна дейност). Обществените институции са детска градина, основно училище, читалище и здравна служба, полицейско управление – Градец.
За местните избори на 28 октомври 2007 г. са регистрирани общо 9 кандидати за кметското място. Трима от тях са роми, останалите – българи. Още на първия тур с 537 гласа или 57,99% печели Андон Вандаков – потомък на един от най-старите и големи ромски родове в Градец – този на Вандаците.
На изборите за кмет на селото на 23 октомври 2011 г. кандидатите са осем – петима българи и трима роми. На първи тур печели етническият българин Вичо Братунов, издигнат от ДПС. На изборите през 2015 печели кандидатът на ГЕРБ - Ганка Миронска, а на изборите през 2019 печели отново кандидатът на ГЕРБ - Веселин Урумов.

## Население
По брой на населението Градец превъзхожда много от малките градове в България. Самото название „градец“ е категория, която е била използвана в края на 19 и началото на 20 век (подобно на „паланка“-та), за обозначаване на някои по-големи села, доближаващи се по своя облик и функции до градските селища (градовете).
В началото на 20 век в селото е имало не повече от 20-ина ромски къщи. Не е сигурно кога, защо и как ромите са се настанили масово в селото, но има мнение, че са били изкуствено заселени през 50-те години на миналия век. Към 2008 г. над 80% от жителите на Градец са роми. По абсолютен брой и по относителен дял на ромското население, селото няма аналог в тази част на страната. Въпреки численото преимущество на ромите, Градец е запазил българския характер и типичната възрожденска атмосфера. Десетки български семейства от Сливен, Ямбол, Бургас, София имат къщи и вили в селото.

### Поминък
Преди демократичните промени хората в селото работят предимно в местния АПК, както и в малки промишлени цехове, а жените – в килимарската работилница, произвеждаща тогава основна част от легендарните котленски килими.
В съвременността тези организации са закрити и трудоспособното население се насочва главно към добива на градешкия камък – специфични варовикови плочи, ползвани в строителството за облицовка и настилка, така също и за водни точила. Местни майстори на градешкия камък са били от големия род Божилови, изработвали са паметници и каменни мостове със сводове от Петолъчката до град Омуртаг. Повечето семейства продължават да отглеждат животни – прасета, кози, овце, крави, кокошки. В дворовете растат домати, боб, картофи, чушки, тиквички, патладжани. Ромското население се прехранва основно с бране на билки и гъби, както и дърводобив.

### Религии
Населението, включително и ромското, в основната си част е източноправославно. От средата на 90-те години на миналия век в Градец са популярни и Евангелските църкви – бившата сграда на Килимарската работилница в селото е купена от семейството на френски пастор и е дарена за нуждите на местната конгрешанска църква, част от Съюза на евангелските съборни църкви.

## Личности
Родени в Градец
- Андрея Повивков, български революционер от ВМОРО, четник на Константин Калканджиев[16]
- Васил Рахнев, четник
- Димитър Ганев (1898 – 1964), български политик, комунист, председател на Президиума на Народното събрание (1958 – 1964)
- Петър Гудев (1862 – 1932), политик
- Петър Пармаков (1850 – 1876), революционер
- Димитър Кукумявков (1847 – 1902), революционер
- Димитър Хапев-Митричката, революционер
- Петър Тодоров - Чапата (1884 – 1924), български революционер от ВМОРО, починал в София,[17] участвал в потушаването на Топлишкото въстание под командването на Михаил Думбалаков.[18]
- Радко Димитриев (1859 – 1918), български военен деец
- Симеон Русков (1920 - 1977), инженер, първи директор на АЕЦ Козлодуй
- Стефан Цанев (1881 – след 1944), български военен деец, генерал-лейтенант
- Шибил (?-19 век), разбойник циганин споменат в книгата на Панайот Хитов„Как станах хайдутин“:[19]
- Жени Божилова-Патева (1878 – 1955), правозащитничка
- Атанас Гинев 1930 – 2010, общественик, пръв посланик на България към ЕС и НАТО

Градец е свързан и с името на известния виенски лекар Йохан фон Бренер.

## Културни събития и природни забележителности
Културната дейност на читалището започва е още от основаването му през 1869 г. Има театралната трупа и самодейна певческа група. Читалището разполага с библиотека.
Всяка година читалищното ръководство организира поне по една традиционна „Среща на поколенията“, обикновено през лятото. На нея присъстват както местни жители, така и потомци на стари градечани, отдавна изселили се от селото.
Градешката архитектура е във възрожденски стил. Сред старите дървени къщи и калдъръмени улички има множество архитектурни шедьоври.
Стоят крепостните стени на старото римско Кале, разположено на най-стратегическото място за наблюдение на всички проходи към местността.

### Съборът в Градец
Съборът на селото е на 2 август - Илинден, тъй като църквата се казва „Свети Илия“.
Подготовката за сбора започва много преди 2 август. Всяка къща и двор трябва да са подредени и почистени, продуктите за празничната трапеза трябва да са в обилно количество. Особено внимание се обръща на запасите от ракия и вино.

### Кухня
Постни или с месо, манджите винаги са ароматни, вкусни и неустоими. Типичните за този край гозби: гола чорба, смесена манджа, пипер и домати каша, сборенска манджа, ярешко, агнешко. През зимата, покрай коленето на прасетата, се приготвят различни вкусотии, но най-неустоим е бахурът. Тестените десерти и закуски са на особено голяма почит: милинки, тиганици, катми.
Гола чорба
Приготвя се от зелен боб, картофи, домати, кисели трънки и зелени подправки. Всичко се вари и не се добавя никаква мазнина. Най-вкусна е студена.

## Снимки от Градец
- Градец, читалище „Надежда“ – първото селско читалище в България, основано 1869 г.
- Градец, Плочата на Читалището
- Градец, Кметството
- Градец, Училище „Капитан Петър Пармаков“
- Градец, Паметника на Ген. Радко Димитриев
- Градец, Парлапановата чешма
- Градец, Уличка
- Градец, Реката в селото
- Градец, Механата
- Градец, Малкият скок над „Караджейката“
- Градец, поглед към Галата и Горната махала от пътя към гробищата